# Piaskowa (Leśnice)
Piaskowa – przysiółek osady Leśnice w Polsce, położony w województwie pomorskim, w powiecie lęborskim, w gminie Nowa Wieś Lęborska.
W latach 1975–1998 przysiółek administracyjnie należała do województwa słupskiego.